# Chippewa County (Michigan)
Chippewa County is een county in de Amerikaanse staat Michigan.
De county heeft een landoppervlakte van 4.043 km² en telt 38.543 inwoners (volkstelling 2000). De hoofdplaats is Sault Ste. Marie.

## Bevolkingsontwikkeling

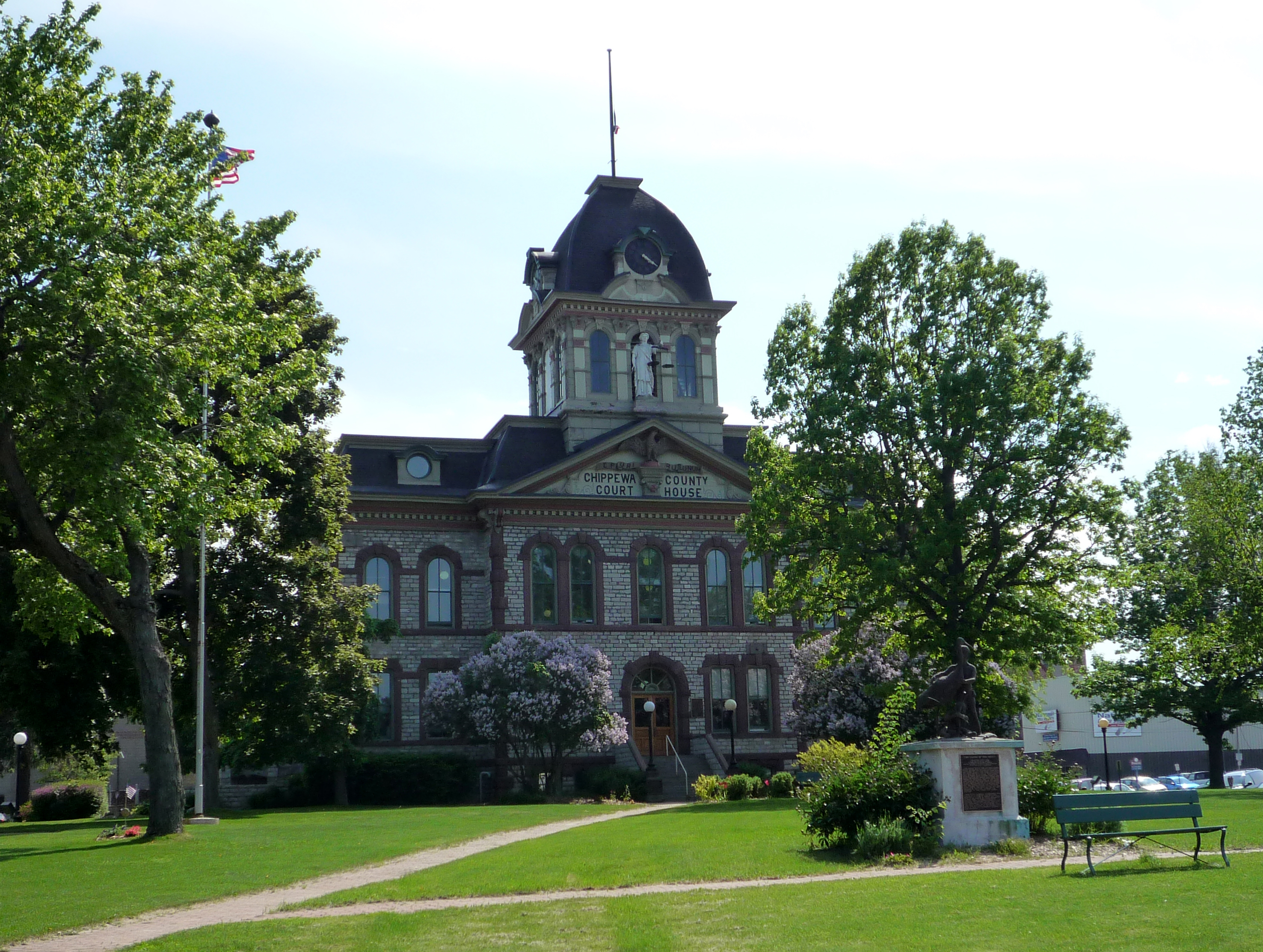
Chippewa County Courthouse